# Sceptuchus
Sceptuchus es un género de mantis  (insectos del orden Mantodea), perteneciente a la familia de los iridopterígidos. Es originario de Asia.

## Especies
- Sceptuchus baehri
- Sceptuchus simplex